# Android TV
Android TV är ett operativsystem för Smart-TV, utvecklat av Google, baserat på operativsystemet Android. Systemet släpptes den 25 juni 2014. Android TV används av Philips, Sharp och Sony i deras Smart-TV och i senaste Chromecast med Google TV.
Android-TV finns också inbyggt i TV-boxar för kabel-TV. Hos Tele2 kallas boxen Tv-Hub 
År 2020 lanserande Google ett nytt gränssnitt för Android TV med namnet Google TV.
I början av 2025 rapporterades att 1,6 miljoner Android-TV-apparater i världen infekterats med skadlig kod via botnätverket Vo1d. Vid tiden var användare i omkring 200 länder drabbade, men nya infektioner upptäcktes fortfarande. För att skydda sin apparat bör man installera de senaste uppdateringarna och stänga av funktionen för fjärråtkomst.